# Hacıhamzalar, Bergama
Hacıhamzalar là một xã thuộc huyện Bergama, tỉnh İzmir, Thổ Nhĩ Kỳ. Dân số thời điểm năm 2010 là 262 người.